# Ocote Paulino
Ocote Paulino är en ort i Honduras.   Den ligger i departementet Departamento de Yoro, i den västra delen av landet, 150 km norr om huvudstaden Tegucigalpa. Ocote Paulino ligger 683 meter över havet och antalet invånare är 1 697.
Terrängen runt Ocote Paulino är kuperad. Runt Ocote Paulino är det ganska tätbefolkat, med 58 invånare per kvadratkilometer. Närmaste större samhälle är Morazán, 11,1 km söder om Ocote Paulino. 